# Echidnoglossa
Echidnoglossa – rodzaj chrząszczy z rodziny kusakowatych i podrodziny rydzenic. Obejmuje 19 opisanych gatunków.

## Morfologia i zasięg
Chrząszcze o wydłużonym, smukłym ciele długości od 2,8 do 6,2 mm. Punktowanie głowy, przedplecza i pokryw jest zazwyczaj delikatne i gęste, rzadziej rozproszone i grube lub ziarniste. Głowę cechują zatarte kąty tylne, przeciętnie poprzeczna warga górna z lekko wypukłymi brzegami bocznymi i nieco wypukłym do ściętego brzegiem przednim, smukłe, zakrzywione przedwierzchołkowo i pozbawione zębów molarnych żuwaczki, smukłe żuwki zewnętrzne i wewnętrzne, długi, wąski i w wierzchołkowej połowie rozwidlony języczek oraz wyraźnie oddalone od siebie szwy gularne. Podługowate, silnie wysklepione przedplecze ma brzegi boczne zafalowane w tylnej połowie oraz listewkę lub szew boczny nie widoczne patrząc od góry. Odnóża tylnej pary mają stopy o pierwszym członie dłuższym niż dwa następne razem wzięte. Wyraźnie przewężony u podstawy i najszerszy między piątym a szóstym segmentem odwłok ma na przedzie tergitów od trzeciego do piątego lub szóstego wciski z grubym punktowaniem; gdzie indziej jego wierzch punktowany jest delikatnie. Ósmy sternit ma tylny brzeg u samca pośrodku wypukły, a u samicy ostro lub kanciasto wyciągnięty. Genitalia samicy cechuje spermateka o długiej i wąskiej części proksymalnej oraz pozbawionej inwaginacji oskórka części wierzchołkowej. Edeagus samca ma krótką część nasadową, zdrobniałą crista proximalis, zredukowaną crista apicalis, zaopatrzony w zesklerotyzowane struktury wierzchołkowe oraz zwykle nasadowo zagięte flagellum endofallus oraz paramerę o części wierzchołkowej co najmniej w połowie tak długiej jak nasadowa.
Przedstawiciele rodzaju zamieszkują krainę palearktyczną i północną część krainy orientalnej.

## Taksonomia
Takson ten wprowadzony został w 1864 roku przez Thomasa Vernona Wollastona jako monotypowy, z opisaną w tej samej publikacji E. constricta jako jedynym gatunkiem. Po rewizji Volkera Assinga z 2019 roku do rodzaju zalicza się 19 opisanych gatunków, sklasyfikowanych w pięciu podrodzajach:
- Echidnoglossa (Blepharrhymorphus) Ihssen, 1934
  - Echidnoglossa miranda (Fauvel, 1899)
  - Echidnoglossa breiti (Scheerpeltz, 1954)
- Echidnoglossa (Echidnoglossa) Wollaston, 1864
  - Echidnoglossa constricta Wollaston, 1864
  - Echidnoglossa corsica Mulsant & Rey, 1875
  - Echidnoglossa glabrata (Kiesenwetter, 1870)
  - Echidnoglossa maghrebica (Fagel, 1960)
  - Echidnoglossa meschniggi (Bernhauer, 1936)
  - Echidnoglossa paulinoi Skalitzky, 1884
  - Echidnoglossa russa Assing, 2019
  - Echidnoglossa scheerpeltzi (Fagel, 1958)
- Echidnoglossa (Maurechidna) Assing, 2019
  - Echidnoglossa ventricosa Quedenfeldt, 1881
- Echidnoglossa (Orechidna) Assing, 2019
  - Echidnoglossa artior Assing, 2019
  - Echidnoglossa betzi Assing, 2019
  - Echidnoglossa divisa (Pace, 1999)
  - Echidnoglossa hirthei Assing, 2019
  - Echidnoglossa nepalensis (Pace, 1992)
  - Echidnoglossa zhejiangensis (Pace, 1999)
- Echidnoglossa (Sinechidna) Assing, 2019
  - Echidnoglossa smetanai (Pace, 2012)